# Tserkvas de fusta de la Regió Carpàtica a Polònia i Ucraïna
Els tserkvas de fusta de la regió Carpàtica a Polònia i Ucraïna són un grup d'esglésies de fusta catòliques orientals/ortodoxes situades a Polònia i Ucraïna, que van ser inscrites en la llista del Patrimoni de la Humanitat de la UNESCO el 2013.

## Tserkvas inscrites
| Imatge | Nom                                     | Lloc                                                                                  | Comentaris |
| ------ | --------------------------------------- | ------------------------------------------------------------------------------------- | --- |
|        | Tserkva de Santa Paraskevia             | Polònia Radruż 50° 10′ 35″ N, 23° 24′ 03″ E / 50.176467°N,23.400928°E                 | Construïda el 1583, de ritus catòlic grec, és un museu dedicat a la cultura de les zones frontereres orientals (0,30 hectàrees, zona de respecte de 2,11 ha).                                        |
|        | Tserkva del Naixement de la Mare de Déu | Polònia Chotyniec 49° 57′ 11″ N, 23° 00′ 10″ E / 49.952972°N,23.002778°E              | Construïda entorn el 1600, i dedicada al ritu grecocatòlic ucraïnès (0,67 hectàrees, zona de respecte 4,34 ha)                                                                                       |
|        | Tserkva de S. Miquel Arcàngel           | Polònia Smolnik 49° 12′ 35″ N, 22° 41′ 16″ E / 49.209639°N,22.687778°E                | Construïda el 1791, d'origen grecocatòlic ucraïnès. El poble està desert i l'església se utilitza per la comunitat catòlica romana (0,35 hectàrees, zona de respecte 34.85 ha)                       |
|        | Tserkva de S. Miquel Arcàngel           | Polònia Turzańsk 49° 22′ 09″ N, 22° 07′ 44″ E / 49.369194°N,22.128944°E               | Construïda el 1801-1803, de ritu ortodox (0,30 ha, zona de respecte 3,02 ha) |
|        | Tserkva de Sant Jaume el Menor          | Polònia Powroźnik 49° 22′ 11″ N, 20° 57′ 02″ E / 49.369722°N,20.950419°E              | Construïda vers el 1600, amb l'adició de la torre vers el 1770-1780. D'origen grecocatòlic. És utilitzada per la comunitat catòlica des de l'Operació Vístula (0,71 ha, zona de respecte de 1,10 ha) |
|        | Tserkva de la Cura de la Mare de Déu    | Polònia Owczary 49° 35′ 19″ N, 21° 11′ 28″ E / 49.588611°N,21.191111°E                | Construïda el 1653. D'origen grecocatòlic, pertany a la comunitat catòlica des de l'Operació Vístula (0,38 ha, zona de respecte de 2,87 ha)                                                          |
|        | Tserkva de Santa Paraskevia             | Polònia Kwiatoń 49° 30′ 05″ N, 21° 10′ 22″ E / 49.501333°N,21.172683°E                | Datada el segle xvii. D'origen grecocatòlic, pertany a la comunitat catòlica des de l'Operació Vístula (0,16 ha, zona de respecte de 1,82 ha)                                                        |
|        | Tserkva de Sant Miquel Arcàngel         | Polònia Brunary 49° 32′ 02″ N, 21° 01′ 56″ E / 49.533889°N,21.032222°E                | Construïda el 1797. D'origen ortodox. Utilitzada per la comunitat catòlica des de l'Operació Vístula (0,32 ha, zona de respecte de 3,36 ha)                                                          |
|        | Tserkva del descens de l'Esperit Sant   | # Потелич (Potelych) 50° 12′ 31″ N, 23° 33′ 03″ E / 50.208611°N,23.550833°E           | Construïda el 1502, origen ortodox, és utilitzada per la comunitat grecocatòlica (0,19 ha, zona de respecte de 1,10 ha)                                                                              |
|        | Tserkva de Sant Demetri                 | # Матків (Matkiv) 48° 54′ 56″ N, 23° 06′ 32″ E / 48.915472°N,23.108889°E              | Construida el 1838. Reconsagrada a Demetri de Tessalònica el 1989 i utilitzada per la comunitat grecocatòlica (0,16 ha, zona de respecte de 1,16 ha)                                                 |
|        | Tserkva de la Trinitat                  | # Жовква (Jovkva) 50° 03′ 19″ N, 23° 58′ 56″ E / 50.055339°N,23.982214°E              | Construïda el 1720, utilitzada per la comunitat grecocatòlica (0,25 ha, zona de respecte de 1,06 ha)                                                                                                 |
|        | Tserkva de Sant Jordi                   | # Дрогобич (Drohobytch) 49° 20′ 52″ N, 23° 29′ 59″ E / 49.347736°N,23.499667°E        | Construïda la segona meitat del segle xvii. S'utilitza com a museu (0,18 ha, zona de respecte de 1,06 ha)                                                                                            |
|        | Tserkva del descens de l'Esperit Sant   | # Рогатин (Rohatyn) 49° 24′ 37″ N, 24° 36′ 10″ E / 49.410278°N,24.602914°E            | Edificada a principis del segle xvi. S'utilitza com a museu (0,49 ha, zona de respecte de 1,47 ha)                                                                                                   |
|        | Tserkva de la Nativitat                 | # Нижній Вербіж (Nijni Verbij) 48° 29′ 55″ N, 25° 00′ 41″ E / 48.498656°N,25.011469°E | Construïda vers 1808-1810 (2,22 ha, zona de respecte de 31,11 ha) |
|        | Tserkva de l'Ascensió de Nostre Senyor  | # Ясіня (Yasinia) 48° 16′ 30″ N, 24° 21′ 11″ E / 48.275°N,24.353056°E                 | Construïda el 1824 (0,13 ha, zona de respecte de 0,49 ha) |
|        | Tserkva de l'Arcàngel Miquel            | # Ужок (Oujok) 48° 59′ 02″ N, 22° 51′ 16″ E / 48.983761°N,22.854336°E                 | Construïda el 1745, utilitzada per la comunitat ortodoxa (0,12 ha, zona de respecte de 1,81 ha) |